# DHB-Pokal 1990/91
Der DHB-Pokal 1990/91 war die 17. Austragung des Handballpokalwettbewerbs der Herren. Im Finale, das aus Hin- und Rückspiel bestand, ging TUSEM Essen nach 1988 zum zweiten Mal als Sieger hervor. Im Anschluss kam es aufgrund der deutschen Wiedervereinigung zur Ermittlung des ersten gesamtdeutschen Pokalsiegers. In zwei offiziellen Endspielen wurde der Titel zwischen dem Pokalsieger im Bereich des ehemaligen Deutscher Handballverbands und dem Sieger des DHB-Pokals 1990/91 ausgespielt. Hier setzte sich TUSEM Essen nach zwei Siegen gegen den HC Preußen Berlin durch und qualifizierte sich somit für den Europapokal der Pokalsieger.

## Modus
Es traten insgesamt 63 Mannschaften aus der Bundesliga, der 2. Bundesliga, der Regionalliga (3. Liga), der Oberliga (4. Liga) und dem Landesverband unterhalb der Oberliga im K.-o.-System gegeneinander an. In den ersten zwei Runden wurde das Teilnehmerfeld nach territorialen Gesichtspunkten in Gruppe Nord und Süd unterteilt. Danach ging es einheitlich weiter und es erfolgte die weitere Ausspielung in Achtel-, Viertel und Halbfinale sowie einem Finale, das aus Hin- und Rückspiel bestand.

## 1. Hauptrunde
Qualifiziert waren für die 1. Hauptrunde folgende 63 Mannschaften, die hier nach ihrer Ligazugehörigkeit während der Saison 1990/91 aufgelistet sind.
 Gespielt wurde vom 29. September bis 18. November 1990.
| Bundesliga | 2. Bundesliga | Regionalliga | Oberliga | Landesverband                                                                   |
| - TV Großwallstadt - TSV Milbertshofen (TV) - TBV Lemgo - VfL Gummersbach - THW Kiel - SG Wallau/Massenheim - TUSEM Essen - TV Niederwürzbach - TSV Bayer Dormagen - VfL Fredenbeck - TuS Schutterwald - VfL Bad Schwartau - SG Leutershausen - SG Stuttgart-Scharnhausen (TV) – Titelverteidiger | Staffel Nord - SG Flensburg-Handewitt - HSG TuRU Düsseldorf - SG VfL/BHW Hameln - VfL Eintracht Hagen - OSC Thier Dortmund - OSC 04 Rheinhausen - TSV Bayer 04 Leverkusen - LTV Wuppertal - SV Blau-Weiß Spandau - SG VTB/Altjührden - TSV GWD Minden - TuS Nettelstedt - Bramstedter TS Staffel Süd - TV Hüttenberg - Frisch Auf Göppingen - TSV Dutenhofen - VfL Pfullingen - TV Gelnhausen - VfL Heppenheim - TV Eitra - TuS Griesheim - CSG Erlangen - VfL Günzburg - TSV Oftersheim - TuS Eintracht Wiesbaden - Reinickendorfer Füchse | Nord - 1. SC Göttingen 05 - TV Grambke-Bremen - SG Bremen-Ost - ATSV Habenhausen Berlin - VfL Lichtenrade West - DSC Wanne-Eickel - TV Emsdetten - SuS Oberaden - TSC Eintracht Dortmund - TSG Herdecke - Union 73 Bad Salzuflen Südwest - TuS 04 Dansenberg Süd - HG Erlangen - TV Schwetzingen 1864 | Oberliga Westfalen - TuS Spenge Oberliga Hessen - TG Nieder-Roden - TSG Bürgel - TV Büttelborn Oberliga Baden - TVG Großsachsen Oberliga Südbaden - TuS Helmlingen - HSG Konstanz | Landesliga Schleswig-Holstein - TSV Büsum Landesliga Berlin - Berliner TSV 1850 |

### Gruppe Nord
| Datum          | Heimmannschaft         | Ergebnis    | Gastmannschaft          |
| -------------- | ---------------------- | ----------- | ----------------------- |
| Sa, 29.09.1990 | TSC Eintracht Dortmund | 18:15       | DSC Wanne-Eickel        |
| Sa, 29.09.1990 | VfL Lichtenrade        | 09:19       | TSV GWD Minden          |
| Sa, 29.09.1990 | TSG Herdecke           | 19:23       | TSV Bayer 04 Leverkusen |
| Sa, 29.09.1990 | TuS Spenge             | 27:21       | TuS Nettelstedt         |
| Sa, 29.09.1990 | Union 73 Bad Salzuflen | 17:15       | HSG TuRU Düsseldorf     |
| Sa, 29.09.1990 | SG Bremen-Ost          | 24:22       | VfL Eintracht Hagen     |
| Sa, 29.09.1990 | 1. SC Göttingen 05     | 20:23       | TBV Lemgo               |
| Sa, 29.09.1990 | TV Emsdetten           | 19:24       | SV Blau-Weiß Spandau    |
| Sa, 29.09.1990 | Bramstedter TS         | 16:24       | TUSEM Essen             |
| Sa, 29.09.1990 | LTV Wuppertal          | 18:19       | SG Flensburg-Handewitt  |
| Sa, 29.09.1990 | TV Grambke-Bremen      | 26:30       | SG VfL/BHW Hameln       |
| Sa, 29.09.1990 | Berliner TSV 1850      | 19:25       | OSC Thier Dortmund      |
| Mi, 10.10.1990 | ATSV Habenhausen       | 22:26       | SG VTB/Altjührden       |
| Mi, 10.10.1990 | TSV Büsum              | 15:26       | VfL Bad Schwartau       |
| Mi, 10.10.1990 | THW Kiel               | 31:22       | VfL Fredenbeck          |
| Mi, 10.10.1990 | SuS Oberaden           | 26:30 n. V. | OSC 04 Rheinhausen      |

### Gruppe Süd
| Datum          | Heimmannschaft            | Ergebnis    | Gastmannschaft         |
| -------------- | ------------------------- | ----------- | ---------------------- |
| Sa, 29.09.1990 | VfL Pfullingen            | 18:26       | SG Wallau/Massenheim   |
| Sa, 29.09.1990 | VfL Heppenheim            | 21:19       | TSV Oftersheim         |
| Sa, 29.09.1990 | HSG Konstanz              | 27:28 n. V. | CSG Erlangen           |
| Sa, 29.09.1990 | TSV Dutenhofen            | 22:24       | TuS Schutterwald       |
| Sa, 29.09.1990 | TSG Bürgel                | 25:30       | TuS Helmlingen         |
| Sa, 29.09.1990 | TuS Griesheim             | 22:24 n. V. | TSV Milbertshofen      |
| Sa, 29.09.1990 | TVG Großsachsen           | 11:35       | VfL Gummersbach        |
| Sa, 29.09.1990 | TV Gelnhausen             | 19:23       | TV Niederwürzbach      |
| Sa, 29.09.1990 | TV Büttelborn             | 21:23       | HG Erlangen            |
| Sa, 29.09.1990 | TG Nieder-Roden           | 17:23       | TV Hüttenberg          |
| Mi, 10.10.1990 | VfL Günzburg              | 13:14       | SG Leutershausen       |
| Mi, 10.10.1990 | SG Stuttgart-Scharnhausen | 26:20       | TV Großwallstadt       |
| Mi, 10.10.1990 | TV Eitra                  | 20:18       | TSV Bayer Dormagen     |
| Mi, 10.10.1990 | TuS 04 Dansenberg         | 28:27       | Frisch Auf Göppingen   |
| So, 18.11.1990 | TuS Eintracht Wiesbaden   | 28:18       | Reinickendorfer Füchse |
| Freilos:       | TV Schwetzingen 1864      |             |                        |

## 2. Hauptrunde
Qualifiziert waren für die 2. Hauptrunde folgende 32 Mannschaften, die hier nach ihrer Ligazugehörigkeit während der Saison 1990/91 aufgelistet sind.
 Gespielt wurde vom 24. November bis 1. Dezember 1990.
| Bundesliga | 2. Bundesliga | Regionalliga | Oberliga                                                           |
| - TSV Milbertshofen (TV) - TBV Lemgo - VfL Gummersbach - THW Kiel - SG Wallau/Massenheim - TUSEM Essen - TV Niederwürzbach - TuS Schutterwald - VfL Bad Schwartau - SG Leutershausen - SG Stuttgart-Scharnhausen (TV) – Titelverteidiger | Staffel Nord - SG Flensburg-Handewitt - SG VfL/BHW Hameln - OSC Thier Dortmund - OSC 04 Rheinhausen - TSV Bayer 04 Leverkusen - SV Blau-Weiß Spandau - SG VTB/Altjührden - TSV GWD Minden Staffel Süd - TV Hüttenberg - VfL Heppenheim - TV Eitra - CSG Erlangen - TuS Eintracht Wiesbaden | Nord - SG Bremen-Ost West - TSC Eintracht Dortmund - Union 73 Bad Salzuflen Südwest - TuS 04 Dansenberg Süd - HG Erlangen - TV Schwetzingen 1864 | Oberliga Westfalen - TuS Spenge Oberliga Südbaden - TuS Helmlingen |

### Gruppe Nord
| Datum          | Heimmannschaft          | Ergebnis    | Gastmannschaft         |
| -------------- | ----------------------- | ----------- | ---------------------- |
| Sa, 24.11.1990 | OSC Thier Dortmund      | 26:27       | TBV Lemgo              |
| Sa, 24.11.1990 | SG Bremen-Ost           | 18:19       | SV Blau-Weiß Spandau   |
| Sa, 24.11.1990 | TSV Bayer 04 Leverkusen | 22:17       | TSV GWD Minden         |
| Sa, 24.11.1990 | Union 73 Bad Salzuflen  | 17:21       | OSC 04 Rheinhausen     |
| Sa, 24.11.1990 | TuS Spenge              | 30:29       | SG VfL/BHW Hameln      |
| Sa, 24.11.1990 | TSC Eintracht Dortmund  | 22:26       | SG VTB/Altjührden      |
| Sa, 24.11.1990 | THW Kiel                | 15:25       | TUSEM Essen            |
| Mi, 28.11.1990 | VfL Bad Schwartau       | 30:28 n. V. | SG Flensburg-Handewitt |

### Gruppe Süd
| Datum          | Heimmannschaft          | Ergebnis | Gastmannschaft            |
| -------------- | ----------------------- | -------- | ------------------------- |
| Sa, 24.11.1990 | VfL Heppenheim          | 07:32    | VfL Gummersbach           |
| Sa, 24.11.1990 | TV Schwetzingen 1864    | 13:19    | SG Stuttgart-Scharnhausen |
| Sa, 24.11.1990 | SG Leutershausen        | 27:17    | TV Eitra                  |
| Sa, 24.11.1990 | TuS Eintracht Wiesbaden | 23:19    | TuS Schutterwald          |
| Sa, 24.11.1990 | TuS 04 Dansenberg       | 25:21    | CSG Erlangen              |
| Sa, 24.11.1990 | HG Erlangen             | 17:22    | TV Hüttenberg             |
| Sa, 24.11.1990 | TuS Helmlingen          | 17:36    | TV Niederwürzbach         |
| Sa, 01.12.1990 | TSV Milbertshofen       | 17:16    | SG Wallau/Massenheim      |

## Achtelfinale
Qualifiziert waren für das Achtelfinale folgende 16 Mannschaften, die hier nach ihrer Ligazugehörigkeit während der Saison 1990/91 aufgelistet sind.
 Gespielt wurde am 6. Februar 1991.
| Bundesliga | 2. Bundesliga | Regionalliga                | Oberliga                        |
| - TSV Milbertshofen (TV) - TBV Lemgo - VfL Gummersbach - TUSEM Essen - TV Niederwürzbach - VfL Bad Schwartau - SG Leutershausen - SG Stuttgart-Scharnhausen (TV) – Titelverteidiger | Staffel Nord - OSC 04 Rheinhausen - TSV Bayer 04 Leverkusen - SV Blau-Weiß Spandau - SG VTB/Altjührden Staffel Süd - TV Hüttenberg - TuS Eintracht Wiesbaden | Südwest - TuS 04 Dansenberg | Oberliga Westfalen - TuS Spenge |

| Datum          | Heimmannschaft            | Ergebnis    | Gastmannschaft          |
| -------------- | ------------------------- | ----------- | ----------------------- |
| Mi, 06.02.1991 | VfL Bad Schwartau         | 23:18       | SV Blau-Weiß Spandau    |
| Mi, 06.02.1991 | SG Leutershausen          | 17:16       | VfL Gummersbach         |
| Mi, 06.02.1991 | SG Stuttgart-Scharnhausen | 14:21       | TSV Milbertshofen       |
| Mi, 06.02.1991 | TV Hüttenberg             | 26:28 n. V. | TSV Bayer 04 Leverkusen |
| Mi, 06.02.1991 | SG VTB/Altjührden         | 19:24       | TBV Lemgo               |
| Mi, 06.02.1991 | TV Niederwürzbach         | 27:16       | TuS Eintracht Wiesbaden |
| Mi, 06.02.1991 | TuS 04 Dansenberg         | 27:28 n. V. | TuS Spenge              |
| Mi, 06.02.1991 | TUSEM Essen               | 28:20       | OSC 04 Rheinhausen      |

## Viertelfinale
Qualifiziert waren für das Viertelfinale folgende acht Mannschaften, die hier nach ihrer Ligazugehörigkeit während der Saison 1990/91 aufgelistet sind.
 Gespielt wurde am 13. März 1991.
| Bundesliga | 2. Bundesliga                          | Oberliga                        |
| - TSV Milbertshofen (TV) - TBV Lemgo - TUSEM Essen - TV Niederwürzbach - VfL Bad Schwartau - SG Leutershausen (TV) – Titelverteidiger | Staffel Nord - TSV Bayer 04 Leverkusen | Oberliga Westfalen - TuS Spenge |

| Datum          | Heimmannschaft    | Ergebnis    | Gastmannschaft          |
| -------------- | ----------------- | ----------- | ----------------------- |
| Mi, 13.03.1991 | TV Niederwürzbach | 30:26 n. V. | VfL Bad Schwartau       |
| Mi, 13.03.1991 | TUSEM Essen       | 23:17       | TSV Milbertshofen       |
| Mi, 13.03.1991 | TBV Lemgo         | 16:15       | TSV Bayer 04 Leverkusen |
| Mi, 13.03.1991 | TuS Spenge        | 08:18       | SG Leutershausen        |

## Halbfinale
Qualifiziert waren für das Halbfinale folgende vier Mannschaften, die hier nach ihrer Ligazugehörigkeit während der Saison 1990/91 aufgelistet sind.
 Gespielt wurde am 27. März 1991.
| Bundesliga                                                       |
| - TBV Lemgo - TUSEM Essen - TV Niederwürzbach - SG Leutershausen |

| Datum          | Heimmannschaft    | Ergebnis | Gastmannschaft   |
| -------------- | ----------------- | -------- | ---------------- |
| Mi, 27.03.1991 | TV Niederwürzbach | 26:23    | SG Leutershausen |
| Mi, 27.03.1991 | TUSEM Essen       | 23:19    | TBV Lemgo        |

## Finale DHB-Pokal
Das Finale um den DHB-Pokal, das aus Hin- und Rückspiel bestand, wurde am 30. März und 19. April 1991 zwischen TUSEM Essen und dem TV Niederwürzbach ausgetragen. Den Pokal sicherte sich zum zweiten Mal nach 1988 die Mannschaft vom TUSEM Essen, die im Finale TV Niederwürzbach mit 38:36 (Hinspiel 21:16, Rückspiel 17:20) besiegte.
|             | Gesamt |                   | Hinspiel     | Rückspiel    |
| ----------- | ------ | ----------------- | ------------ | ------------ |
| TUSEM Essen | 38:36  | TV Niederwürzbach | 21:16 (11:9) | 17:20 (9:11) |

### Hinspiel
Samstag, 30. März 1991 in Essen, Grugahalle, 4.500 Zuschauer
TUSEM Essen: Hecker, Schneider – Arens (3/1), Happe, Kohlhaas (8), Quarti, Szargiej (1), Stoschek, Querengässer, Fraatz (9/3), Hein, Liekenbrock. Trainer: Czok
TV Niederwürzbach: Brandstaeter, Eberhard – Oest, Havang (5), Grundel (1), Hönnige, Jann (1), Rothenpieler (1), Hochhaus, Simowski (2), Hartz (6/2), Schöller. Trainer: Lommel
Schiedsrichter: Hans-Jürgen Gottschlich & Peter Jurczik

### Rückspiel
Donnerstag, 19. April 1991 in Erbach (Homburg), Sportzentrum Erbach, 3.500 Zuschauer (ausverkauft)
TV Niederwürzbach: Brandstaeter, Eberhard – Oest, Havang (5), Grundel, Hönnige, Jann, Piller, Rothenpieler (5), Hochhaus (2), Simowski (1), Hartz (7/3). Trainer: Lommel
TUSEM Essen: Hecker, Schneider – Arens (5), Happe, Kohlhaas (2), Quarti (1), Szargiej (2), Stoschek, Vukoje (6/1), Fraatz (1), Hein, Querengässer. Trainer: Czok
Schiedsrichter: Wilfried Lübker & Manfred Bülow

## Finale gesamtdeutscher Pokalsieger
Der TUSEM Essen wurde nach zwei Siegen gegen den HC Preußen Berlin (Sieger der FDGB-Pokal 1990/91) erster gesamtdeutscher Pokalsieger und qualifizierte sich somit für den Europapokal der Pokalsieger.
|                   | Gesamt |             | Hinspiel      | Rückspiel    |
| ----------------- | ------ | ----------- | ------------- | ------------ |
| HC Preußen Berlin | 41:50  | TUSEM Essen | 21:25 (10:11) | 20:25 (8:14) |

### Hinspiel
Mittwoch, 5. Juni 1991 in Berlin, Dynamo-Sporthalle, 1.500 Zuschauer
HC Preußen Berlin: Grosser, Hein – Hauck (5), Lache (3), Leckelt (2), Heinemann (3), Baruth (4/1), Neitzel (1), Bonath (2), Lause (1). Trainer: Funk
TUSEM Essen: Hecker – Arens (5), Happe, Kohlhaas (4), Quarti (1), Szargiej (1), Stoschek (1), Querengässer, Vukoje (6/1), Fraatz (7/1). Trainer: Czok
Schiedsrichter: Karl Brecht & Volker Leitwein

### Rückspiel
Sonntag, 9. Juni 1991 in Essen, Grugahalle, 4.000 Zuschauer
TUSEM Essen: Hecker, Ebner – Arens (2), Querengässer (4), Happe (1), Kohlhaas (3), Quarti (2), Szargiej (2), Stoschek (4), Vukoje (3/1), Fraatz (4). Trainer: Czok
HC Preußen Berlin: Grosser, Hein – Hauck (7/4), Leckelt, Janeck (4), Bonath (1), Neitzel, Lache (1), Köppe, Heinemann (1), Baruth (4), Lause (2). Trainer: Funk
Schiedsrichter: Erhard Hofmann & Manfred Prause